# Lekombergs gruva

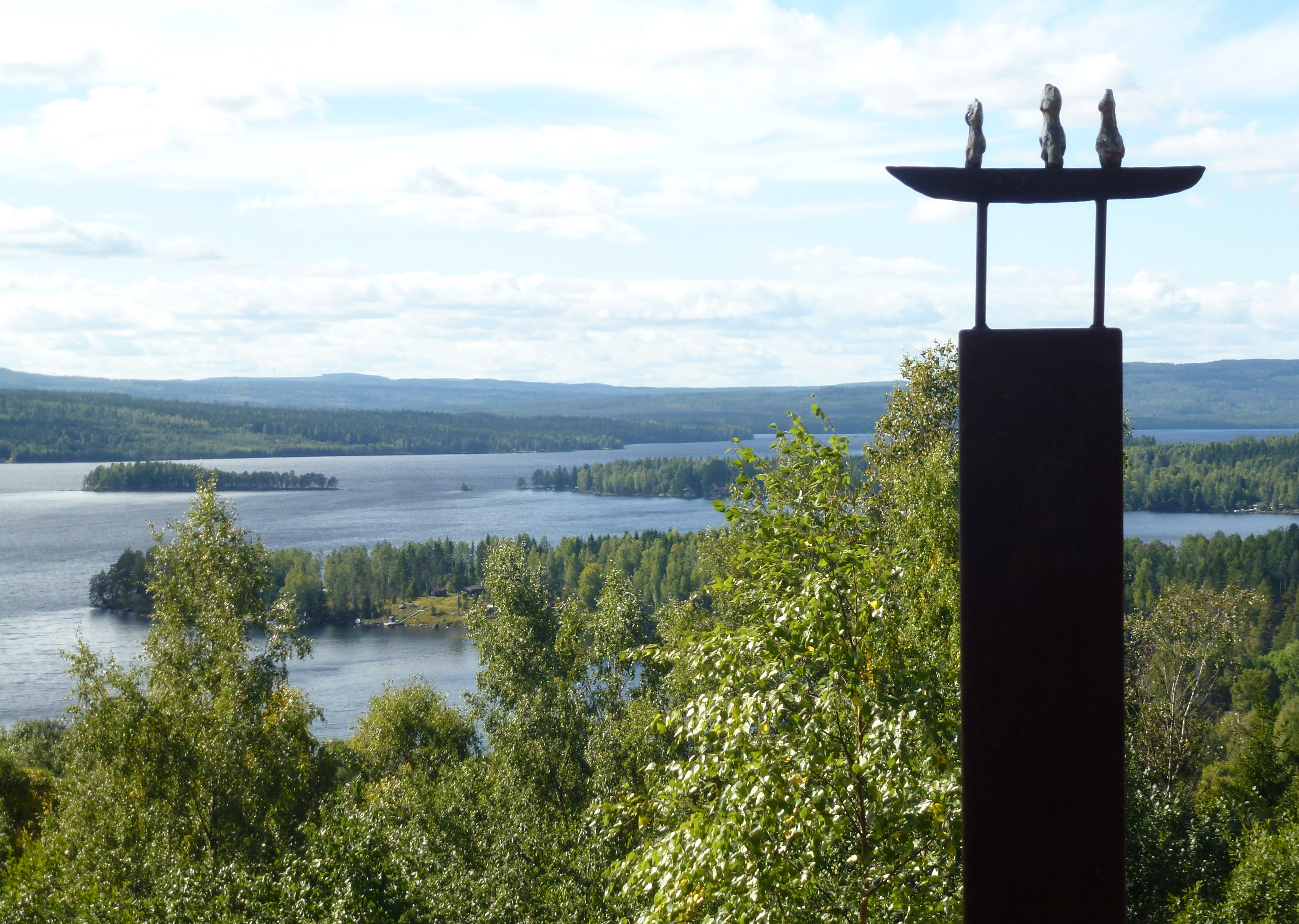
Utsiktsplatsen vid Lekombergs gruva med "Hoppets båt".

Lekombergs gruva är en nedlagd järnmalmgruva i Ludvika kommun, Dalarnas län, vars huvudsakliga drift pågick mellan 1895 och 1944, men gruvan är mycket äldre än så. Under sin blomstringstid på 1940-talet var gruvan Ludvikabygdens största arbetsplats. Här finns idag en av kommunens vackraste utsiktsplatser med en enastående vy över sjön Väsman. Lekombergs gruva är en del av Ekomuseum Bergslagen.

## Historik

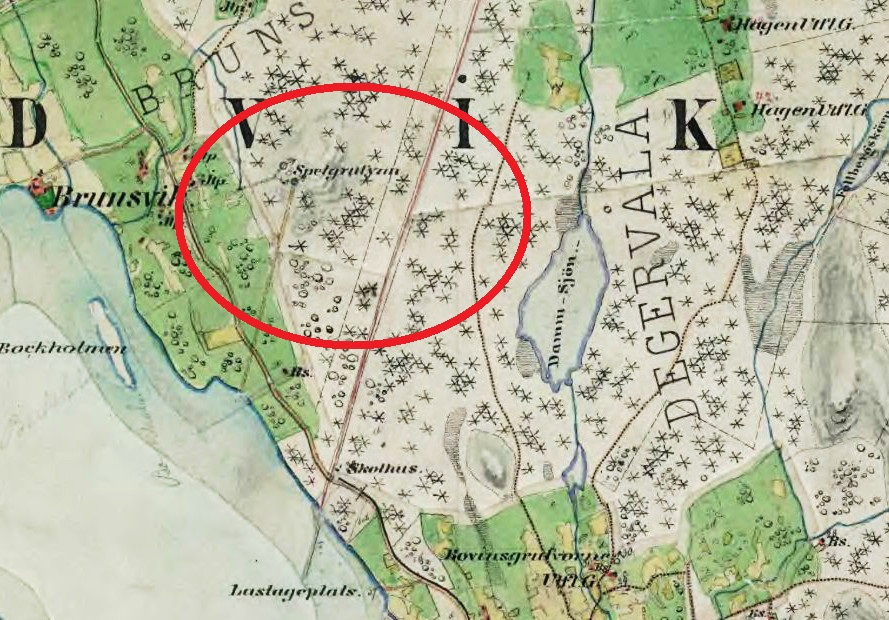
Gruvområdet 1866 med Spelgruvan och stånggången.

Gruvdriften i Lekomberg började 1630. På och runt berget fanns fyra järnmalmsgruvor, men den höga halten av fosfor (1–1,5 %) gjorde malmen svårbearbetad och brytningen upphörde 1638. 1840–1842 gjordes ett nytt försök, men det var då fortfarande svårt att hantera fosforn. Mellan 1860 och 1867 bröts malm i den så kallade Spelgruvan, som är föregångaren till det som senare kallades Lekombergs gruva. Gruvdriften vid Spelgruvan pågick även under åren 1871–1874 och 1895–1898. Vid den tiden fanns även en stånggång som överförde kraften för länspumpningen av gruvan. Först 1895 kom brytningen igång på allvar, och 1898 bildades AB Ludvika Bergverk.

## Lekombergs Grufaktiebolag och Lekombergsgruppen
På grund av oro inför ett kommande krig förvärvades Spelgruvan 1910 av det tyska stålbolaget Eisen & Stahlwerk Hoesch och bildade dotterbolaget GrufAB Lekomberg. Alexander Nickel från Kopparberg utsågs till styrelseordförande, verkställande direktör samt gruvföreståndare. Den nye ägaren satsade stort. På kort tid byggdes laven, sorteringsverk och anrikningsverk samt bostadskaserner och en ungkarlsbarack. Till Brunnsvik och Norrvik flyttade ett stort antal arbetarfamiljer, bland dem många gästarbetare från Tyskland. Nere vid Väsman uppfördes även en ny kraftcentral som ersatte den gamla Bolinder Munktell ångmaskinen (se avsnitt Lekombergs kraftcentral). 

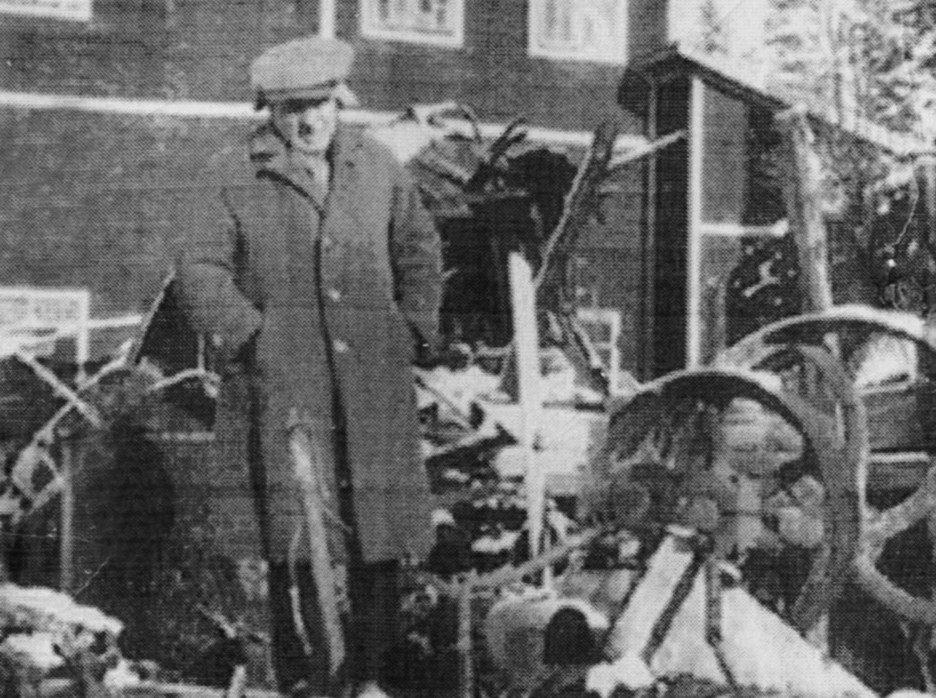
Direktören Hermann Hennemann 1931.

Den 21 december 1913 brann gruvlaven, bockbanan, smedjan och det nybyggda krossverket ner. Anrikningsverket klarade sig dock, troligen mycket tack vare en aktiv insats att bryta sönder bockbanan. På 1920-talet fick gruvan en ny chef, den tyskfödde bergsingenjören Hermann Hennemann. Han skulle bli en ledande gestalt inom Lekombergsgruppen och förvaltningen av tyskägda gruvor efter andra världskriget. Ytterligare en brand inträffade i februari 1931 då krosshus och sorteringsverket brann upp. Branden medförde ett tre år långt driftstopp och 25 gruvarbetare permitterades under den tiden.
Under Lekombergs Grufaktiebolags första år uppfordrades ungefär 100 000 ton berg och värdet på malmen var cirka 350 000 kronor. Malmen gick huvudsakligen till Hoesch stålverk i Dortmund, en liten del gick (före första världskrigets utbrott) till Storbritannien. Under andra världskriget var gruvan Ludvikas största arbetsgivare, med 200 anställda.
Konsortiet Lekombergsgruppen bildades 1927 av Hoesch AG i Dortmund tillsammans med Kruppkoncernen och Gutehoffnungshütte. Chef för Lekombergsgruppen och Lekombergs gruva var bergsingenjören Hermann Hennemann. Gruppen ägde flera av gruvorna runt Ludvika fram tills Flyktkapitalbyrån övertog administrationen av dessa 1945 och AB Statsgruvor blev ägare efter 1950. I samband med detta upphörde brytningen i Lekomberg, och de sista bergmassorna togs upp 1945. Gruvans anrikningsverk var i drift till 1950, för malmen från Sörviks gruva. 1954 drogs de åtta kvarvarande administratörstjänsterna, för avveckling av gruvan, in och flyttades till Håksberg.

## Historiska bilder

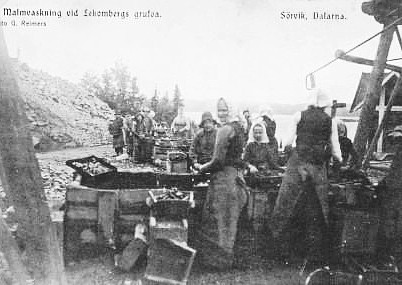
Malmvaskning, 1910-tal.
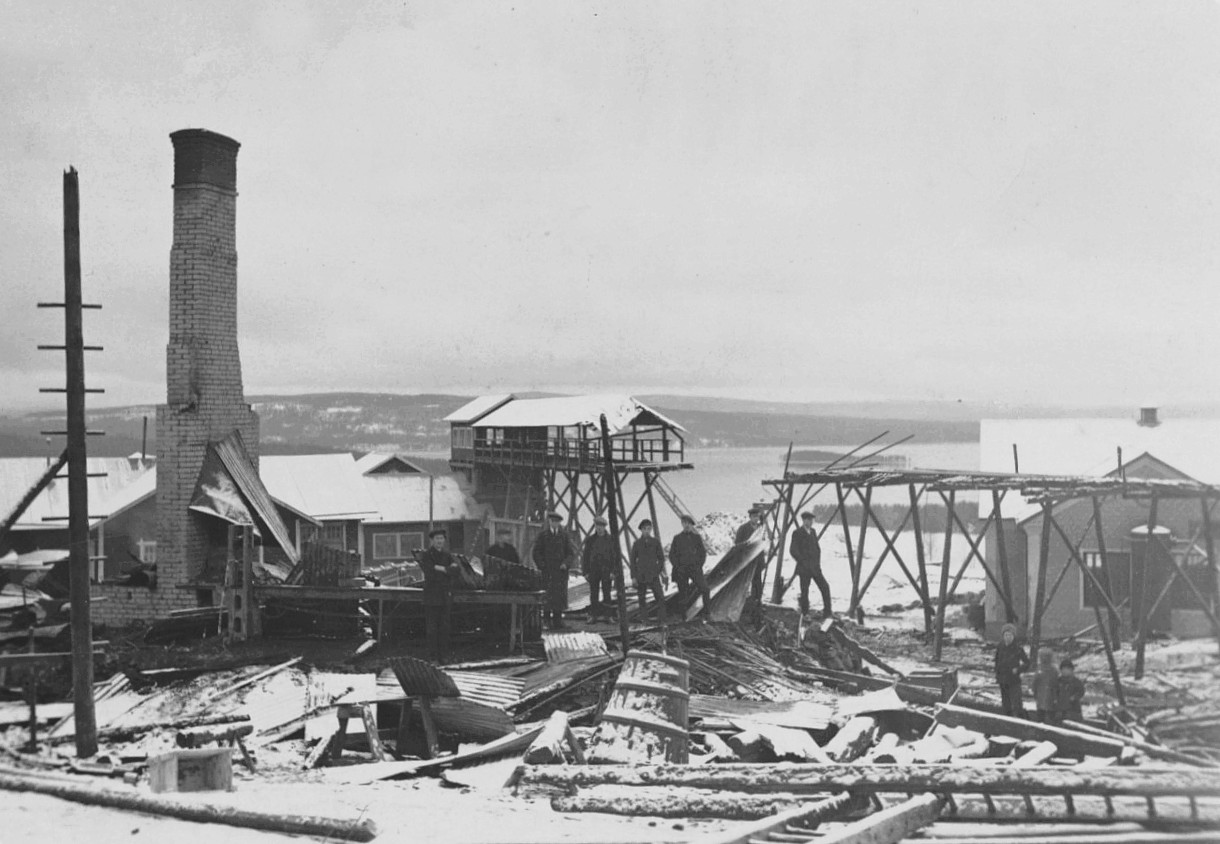
Branden 1913.
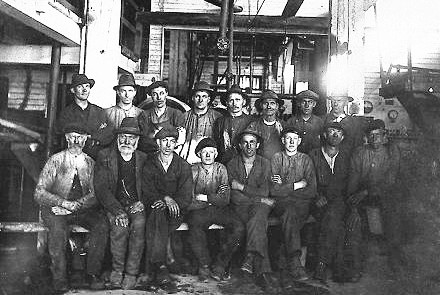
Arbetare, ca 1915.
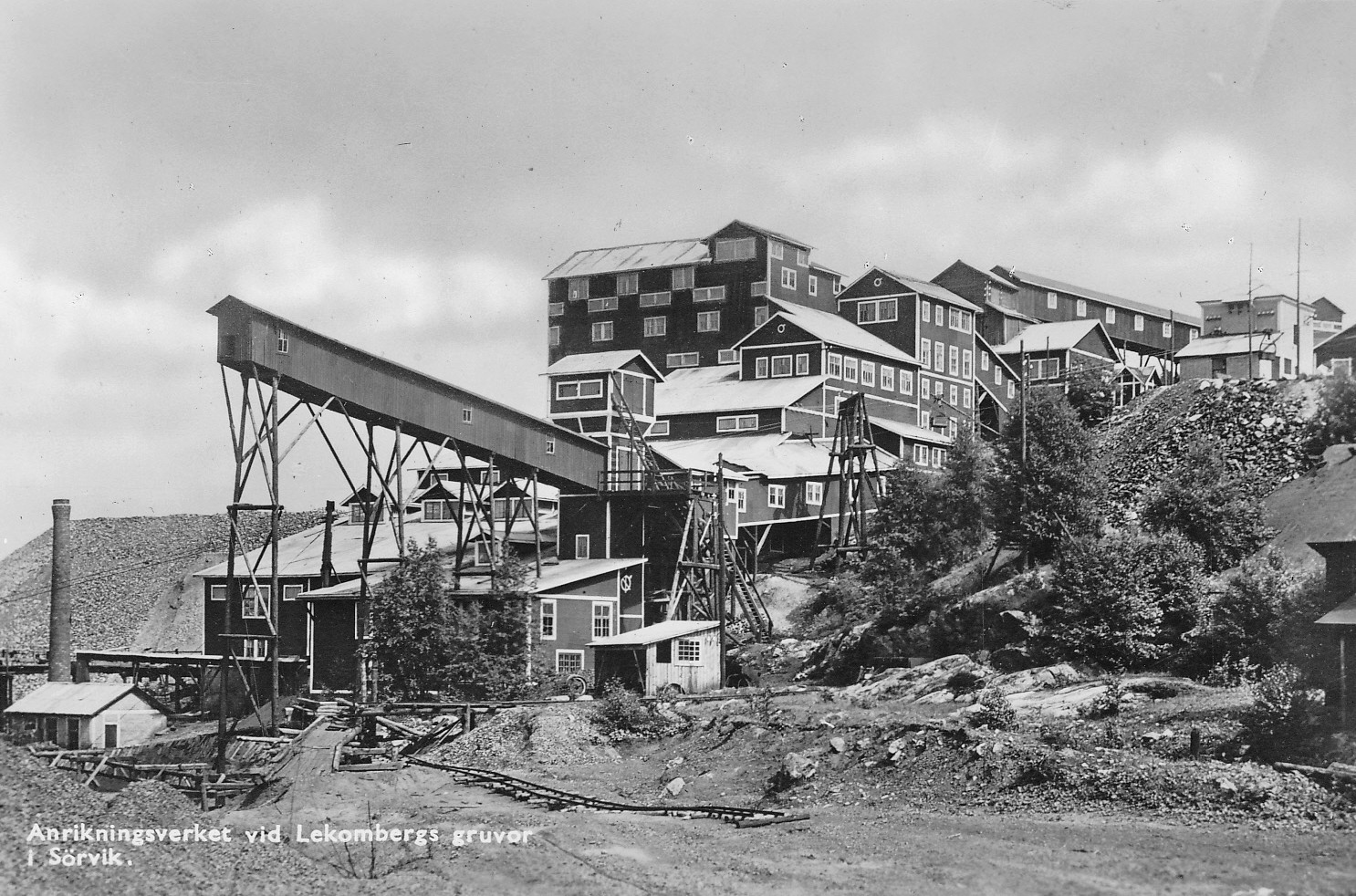
Anrikningsverket, 1930-tal.
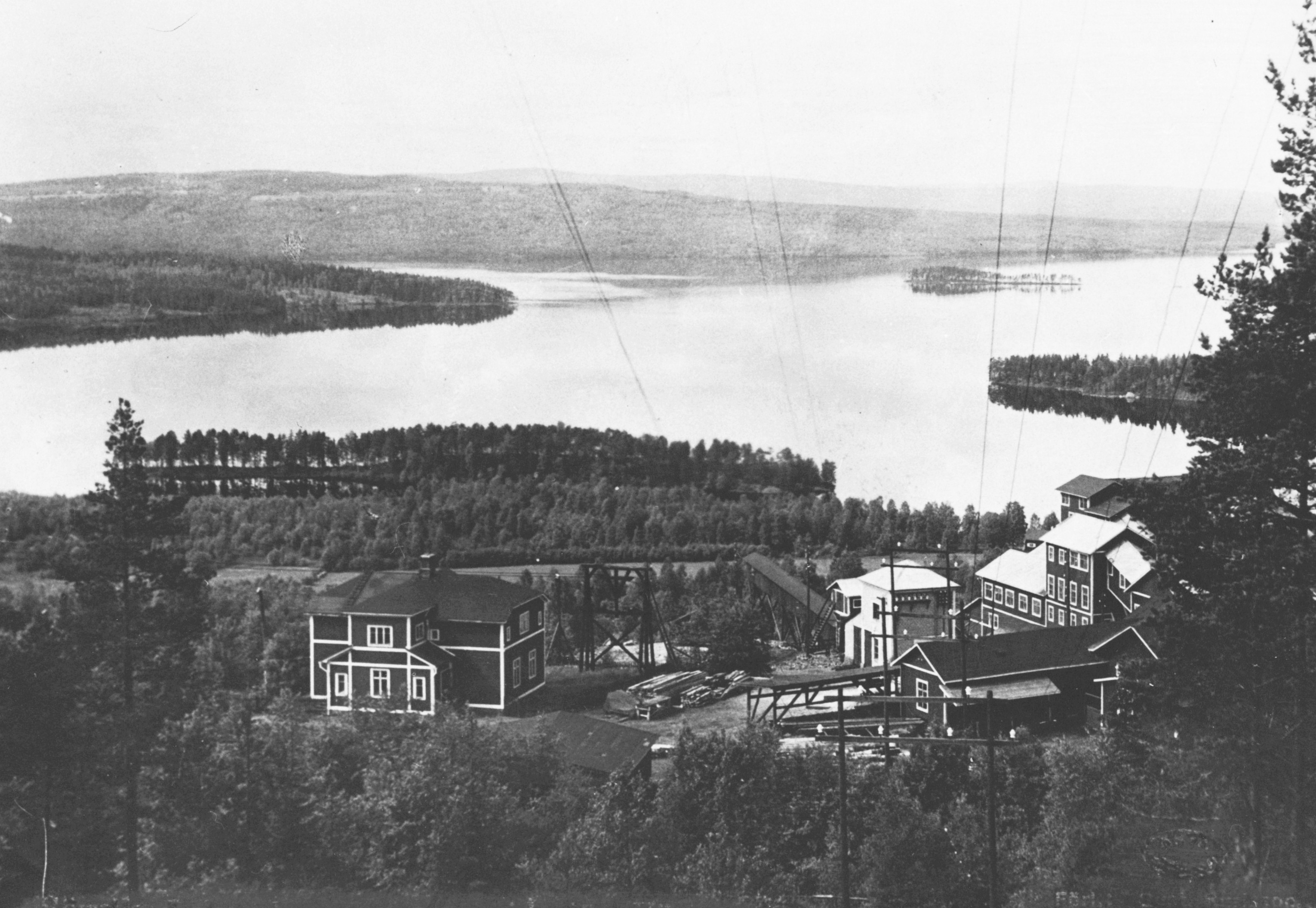
Utsikten över gruvan och Väsman 1930-tal.
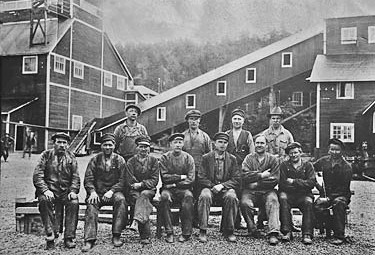
Arbetare, 1940-tal.
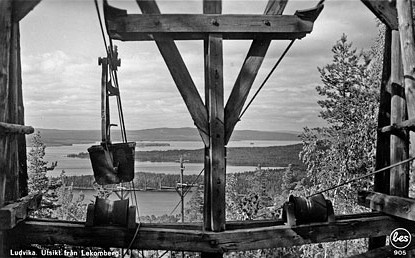
Linbanan.
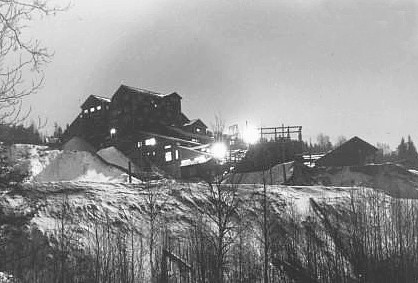
Lekombergs gruva 1946.

## Nutida bilder

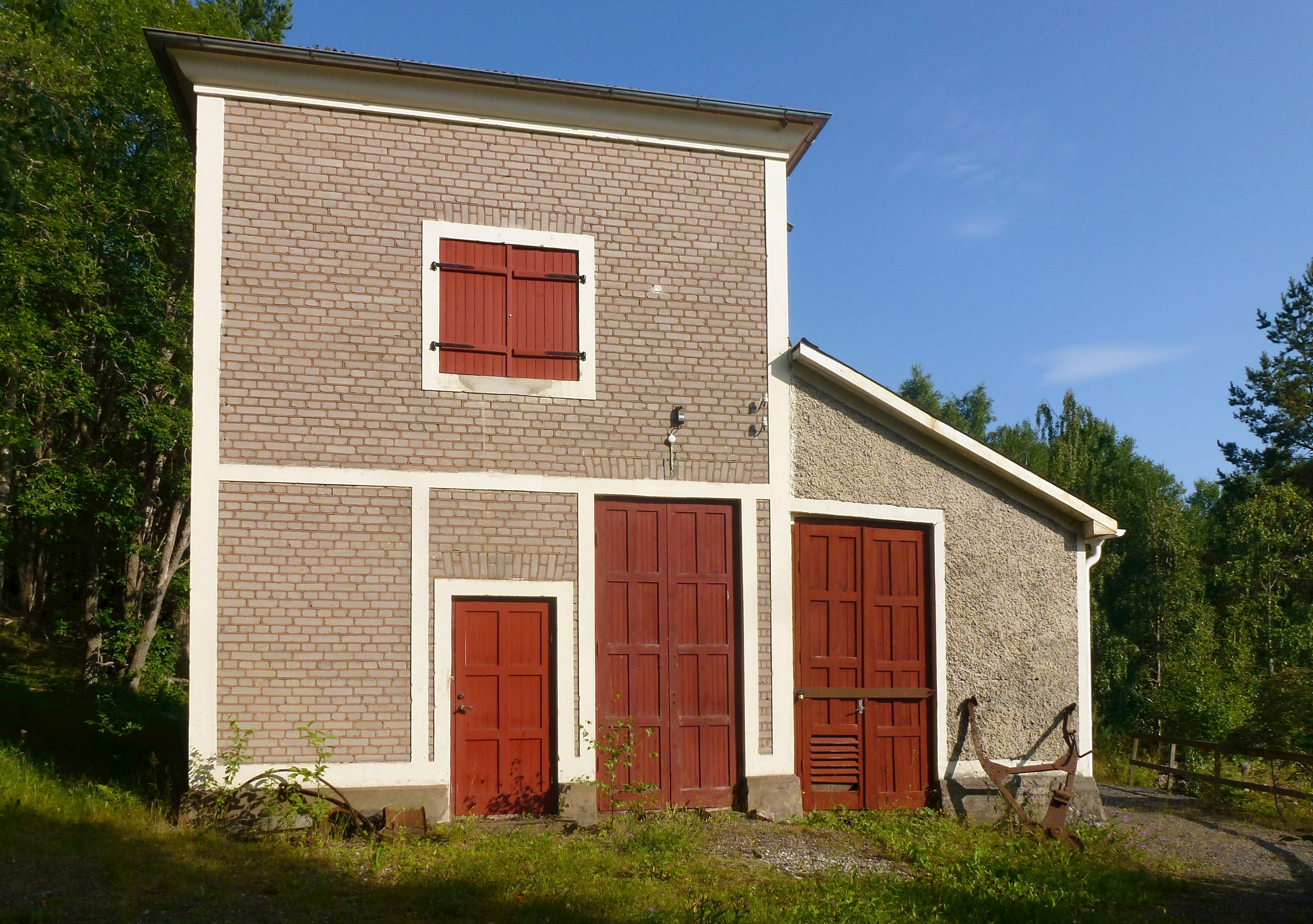
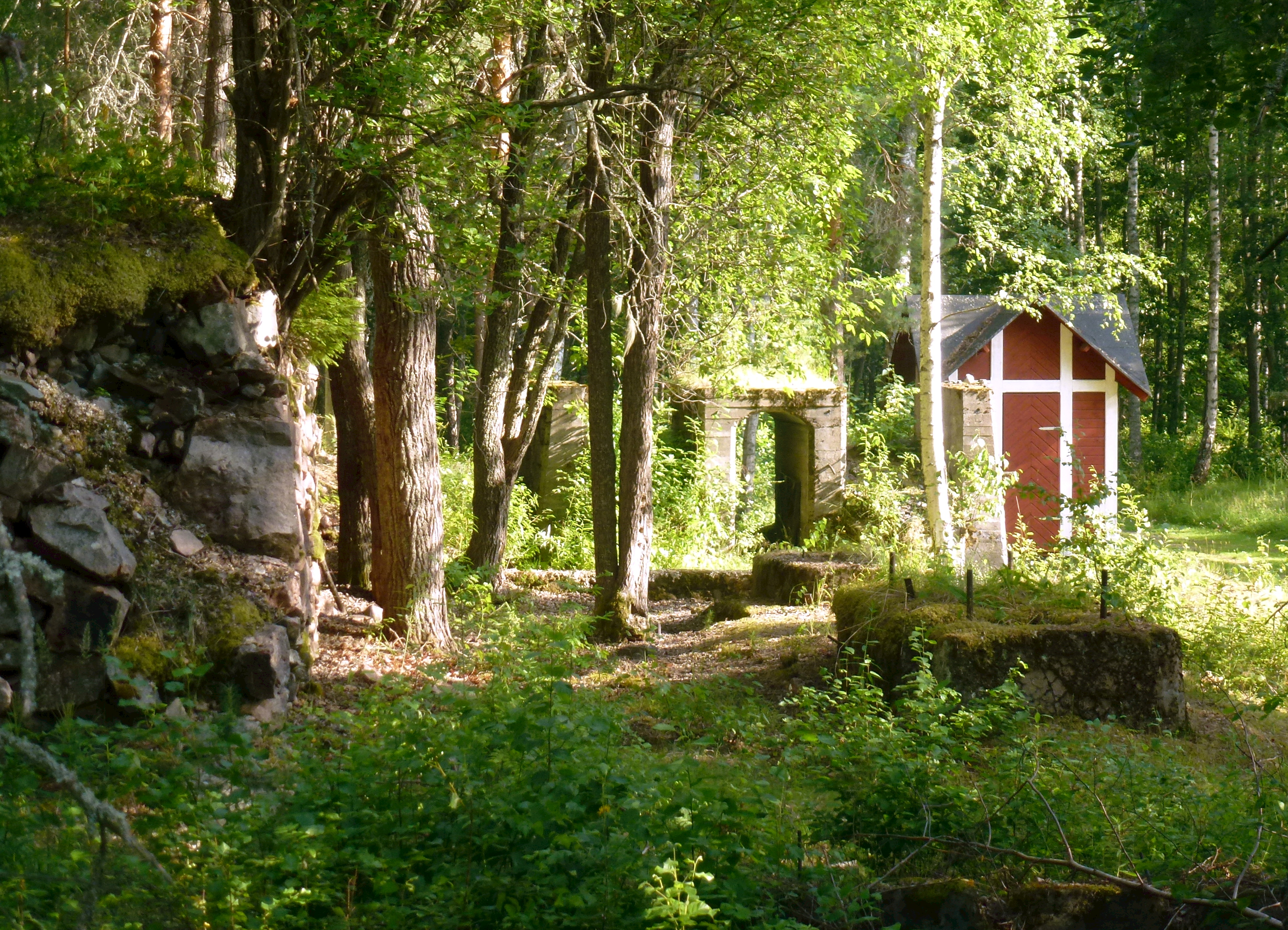
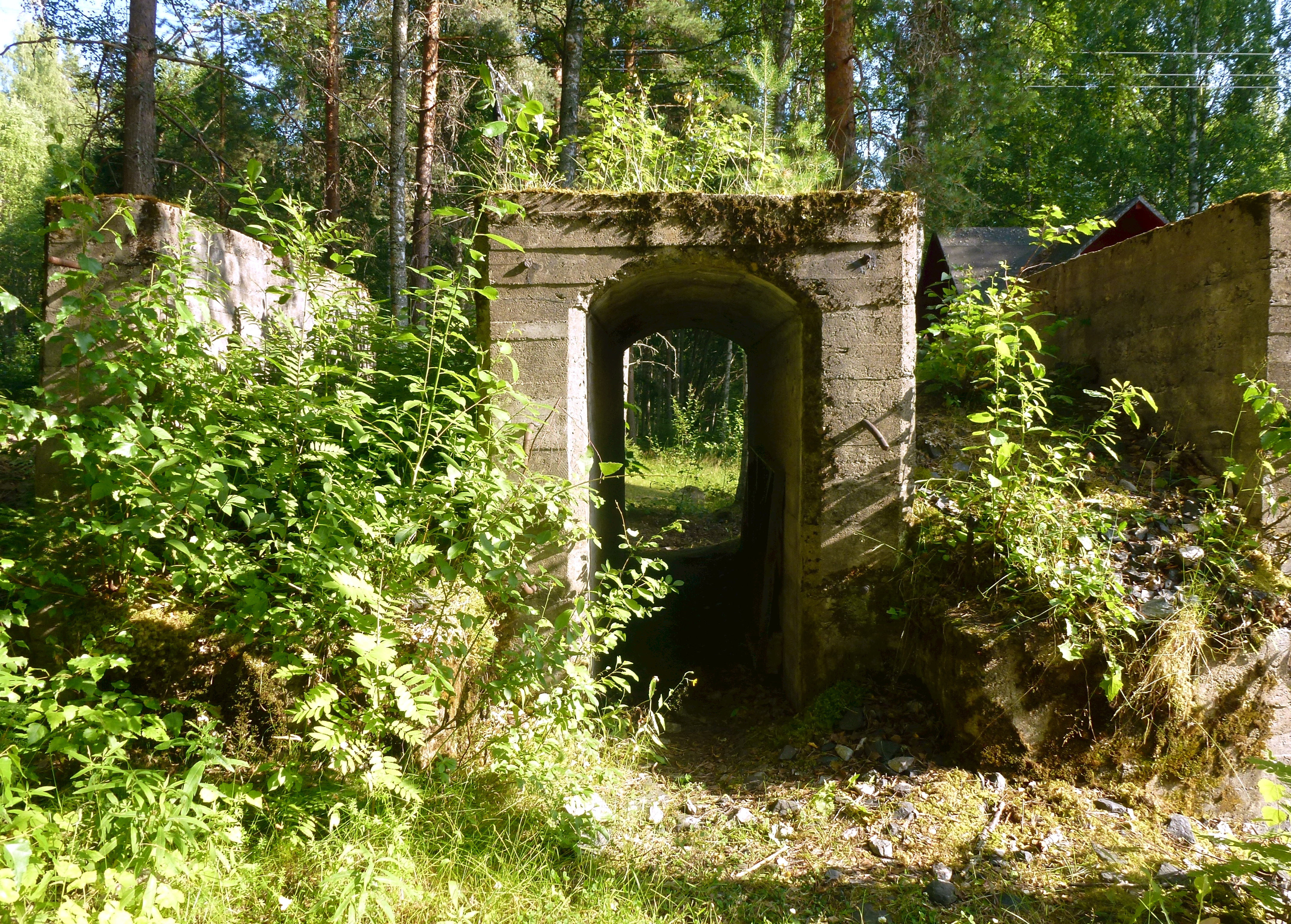
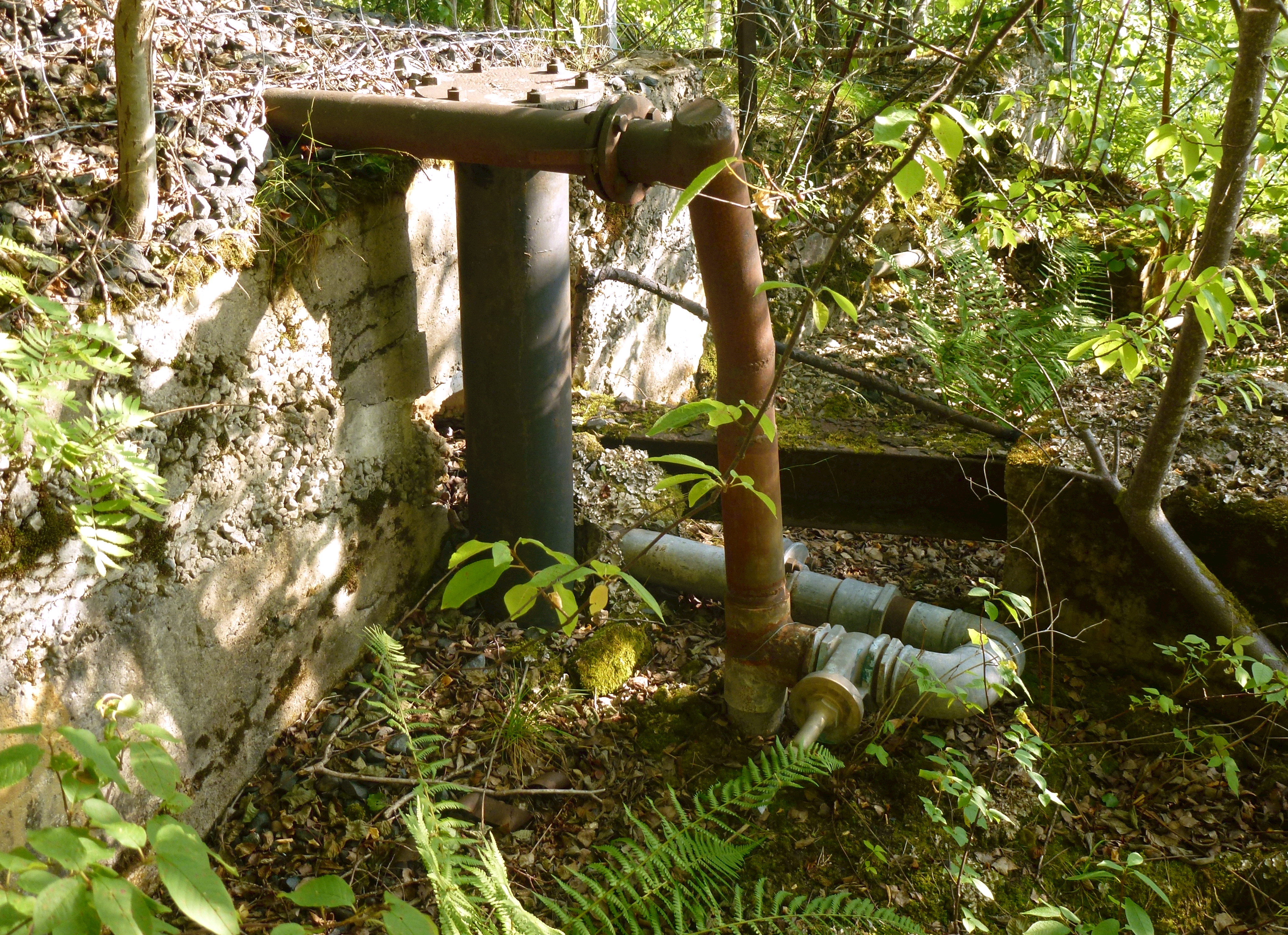

## Lekombergs kraftcentral

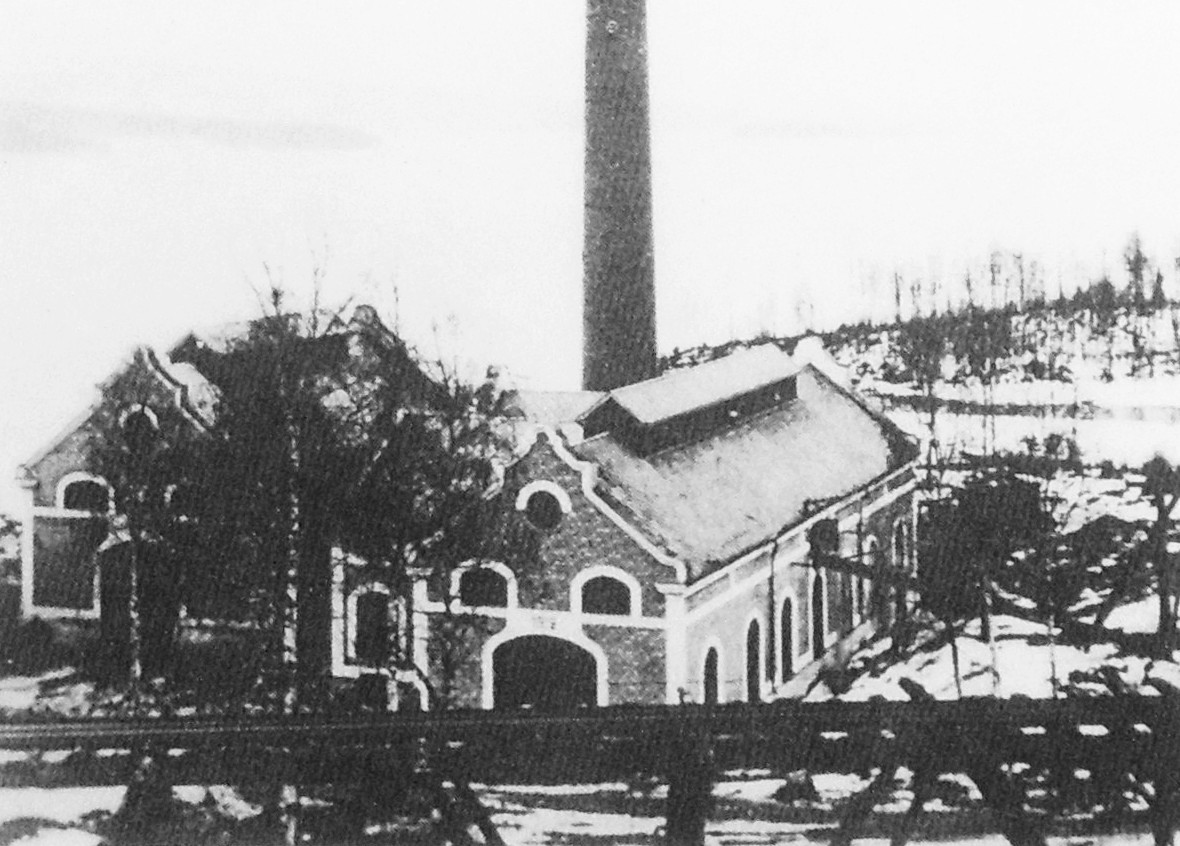
Lekombergs kraftcentral.

Elkraften till gruvan kom mellan 1895 och 1911 från en Bolinder Munktell ångmaskin à 32 hästkrafter, kopplad till en likströmsgenerator. Åren 1911 och 1912 uppfördes en kraftcentral vid Väsmans strand. Kraftverket hade  tre ångmaskiner med 650 hästkrafter vardera och dessa drev varsin generator. Anläggningen består av två parallella hopbyggda byggnader uppförda i kalksandsten med röda fogar och vitmålade putsband runt fönster, portar, hushörn och takkant. Taken är täckta med skifferplattor och kröns av var sin taklanternin.
Det gråvita teglet tillverkades vid Ludvika tegelbruk som existerade mellan 1903 och 1950. Till kraftstationen hörde även en 65 meter hög skorsten, som blev ett välkänt riktmärke för sjöfarten och fisket på Väsman. Den revs den 22 november 1965. Själva byggnaden för kraftcentralen finns fortfarande kvar.
Från och med mars 1920 övertog Ludvika kraftverk kraftleveransen. Hoesch uppgradering av gruvan vid sitt övertagande inkluderade förutom ångcentralen en lave, ett maskinhus, ett anrikningsverk och ett sorteringsverk. De uppförde även två bostadskaserner och en så kallad ungkarlsbarack.

## Bilder, kraftcentralen

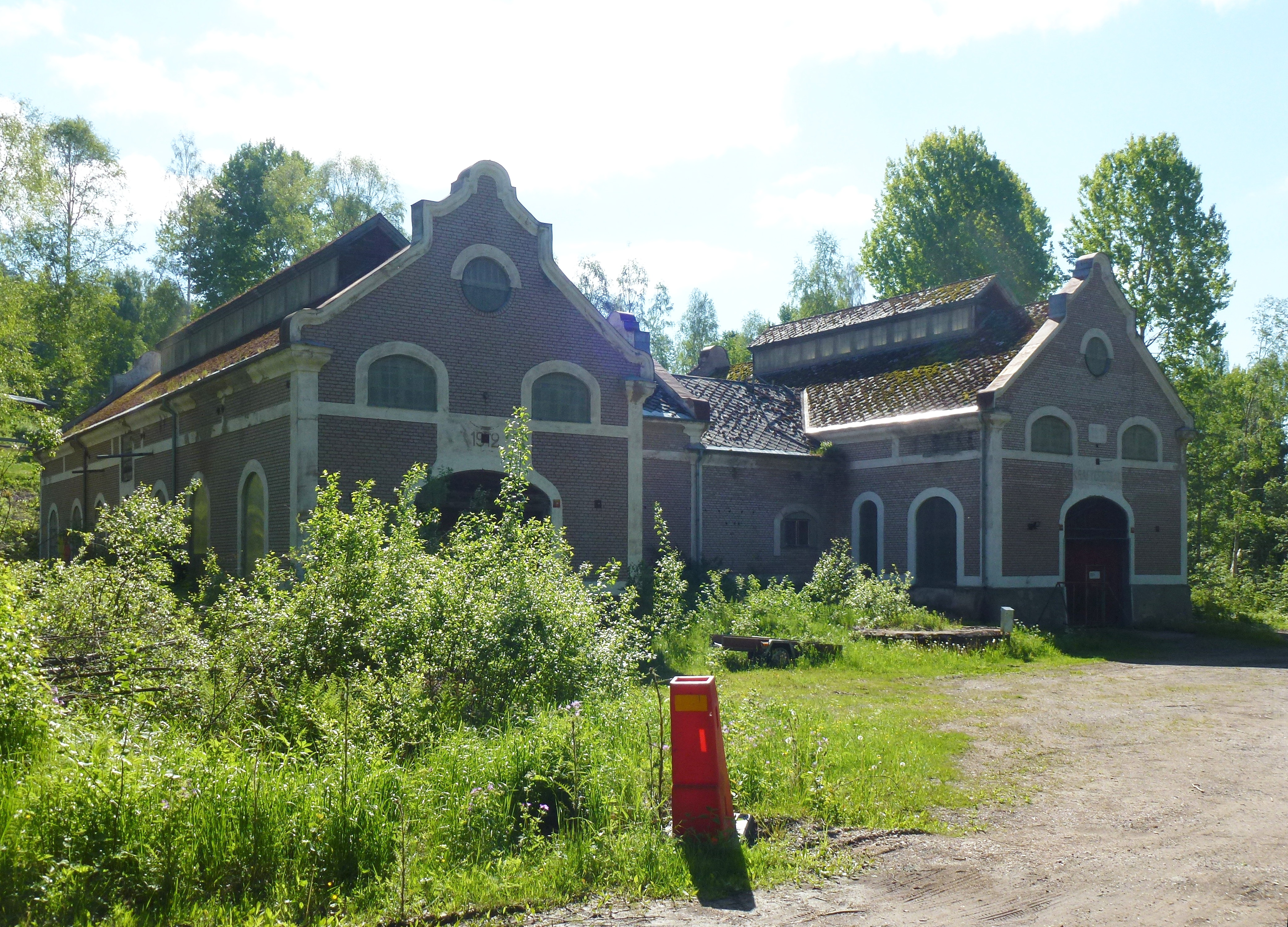
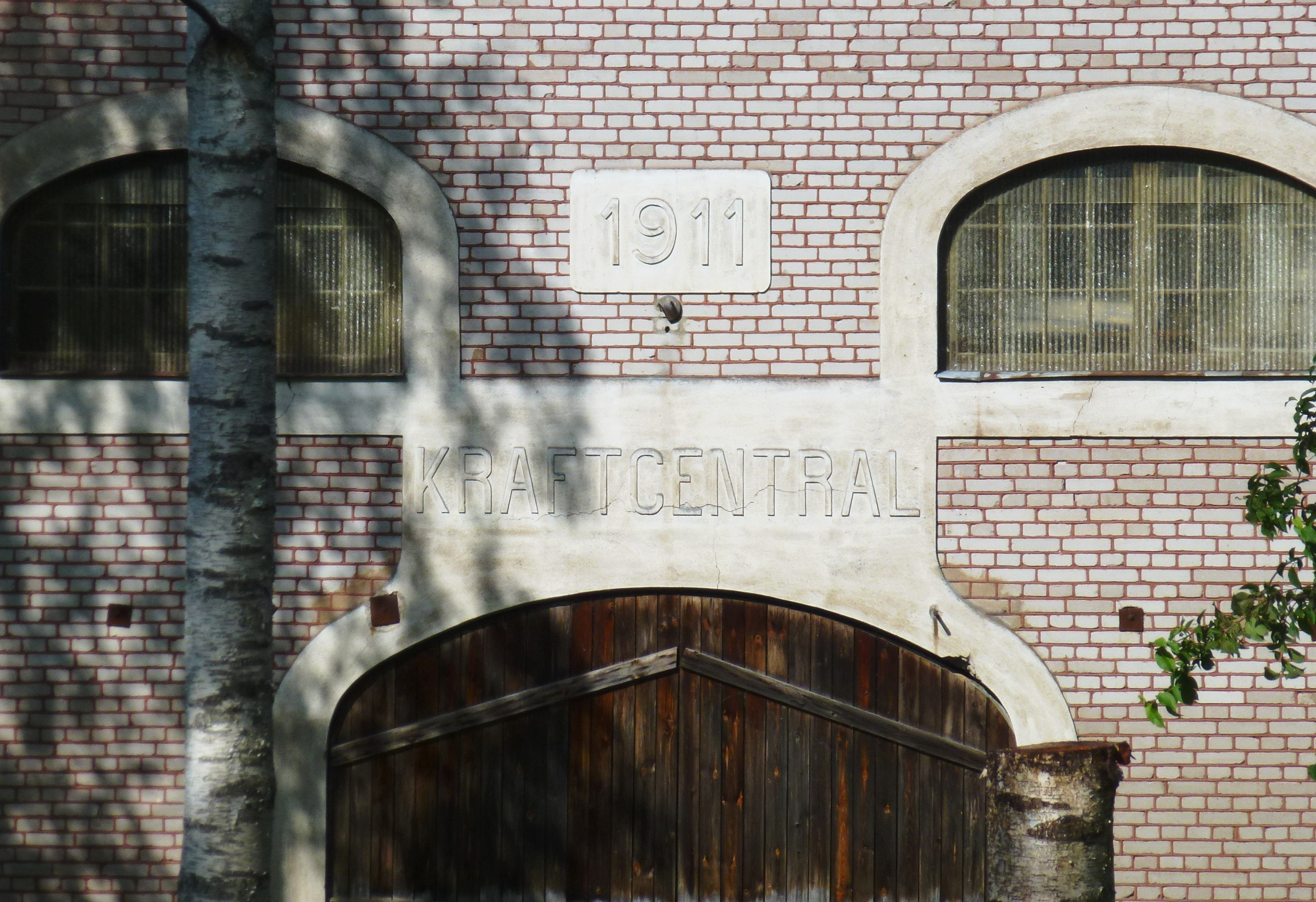
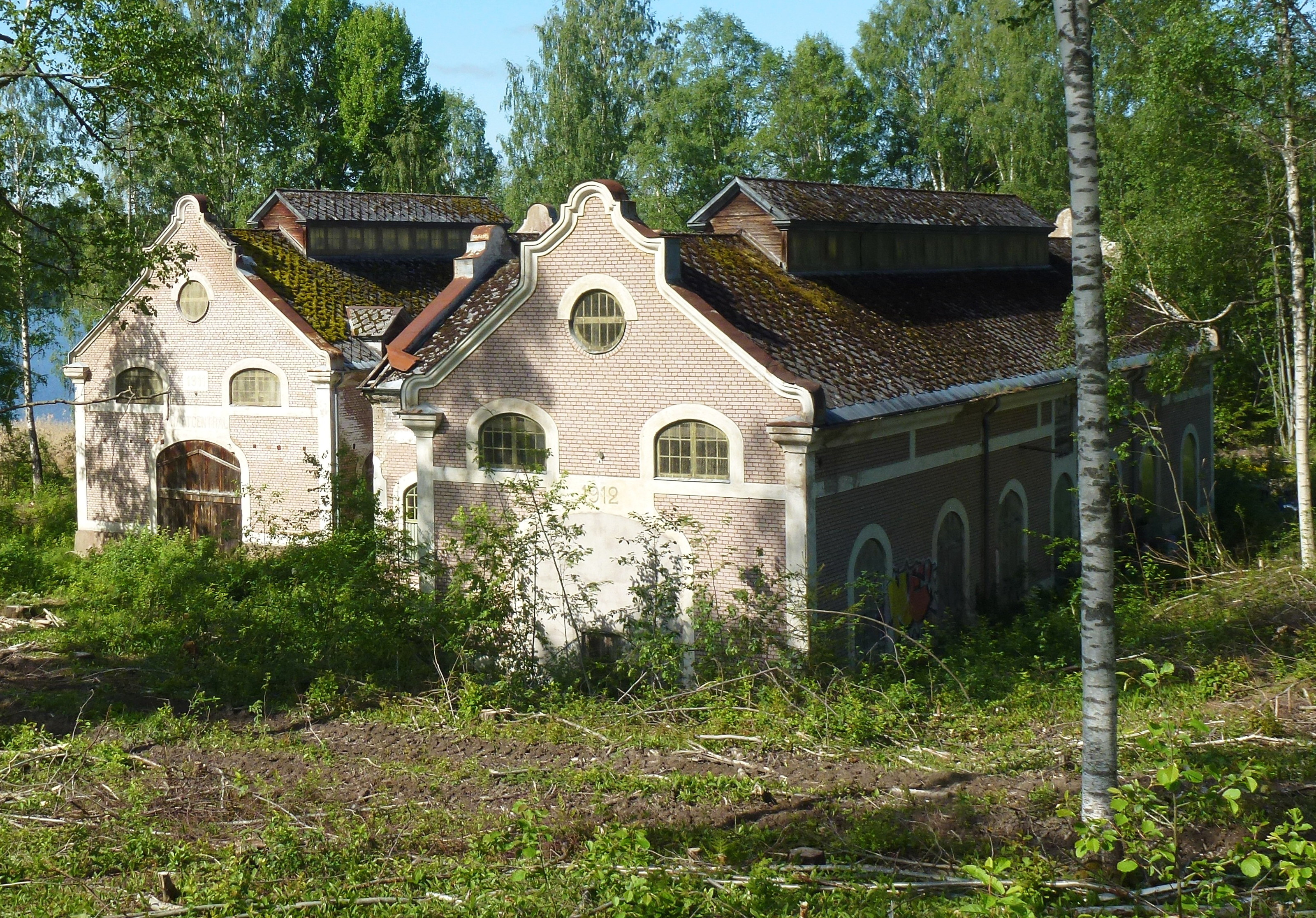
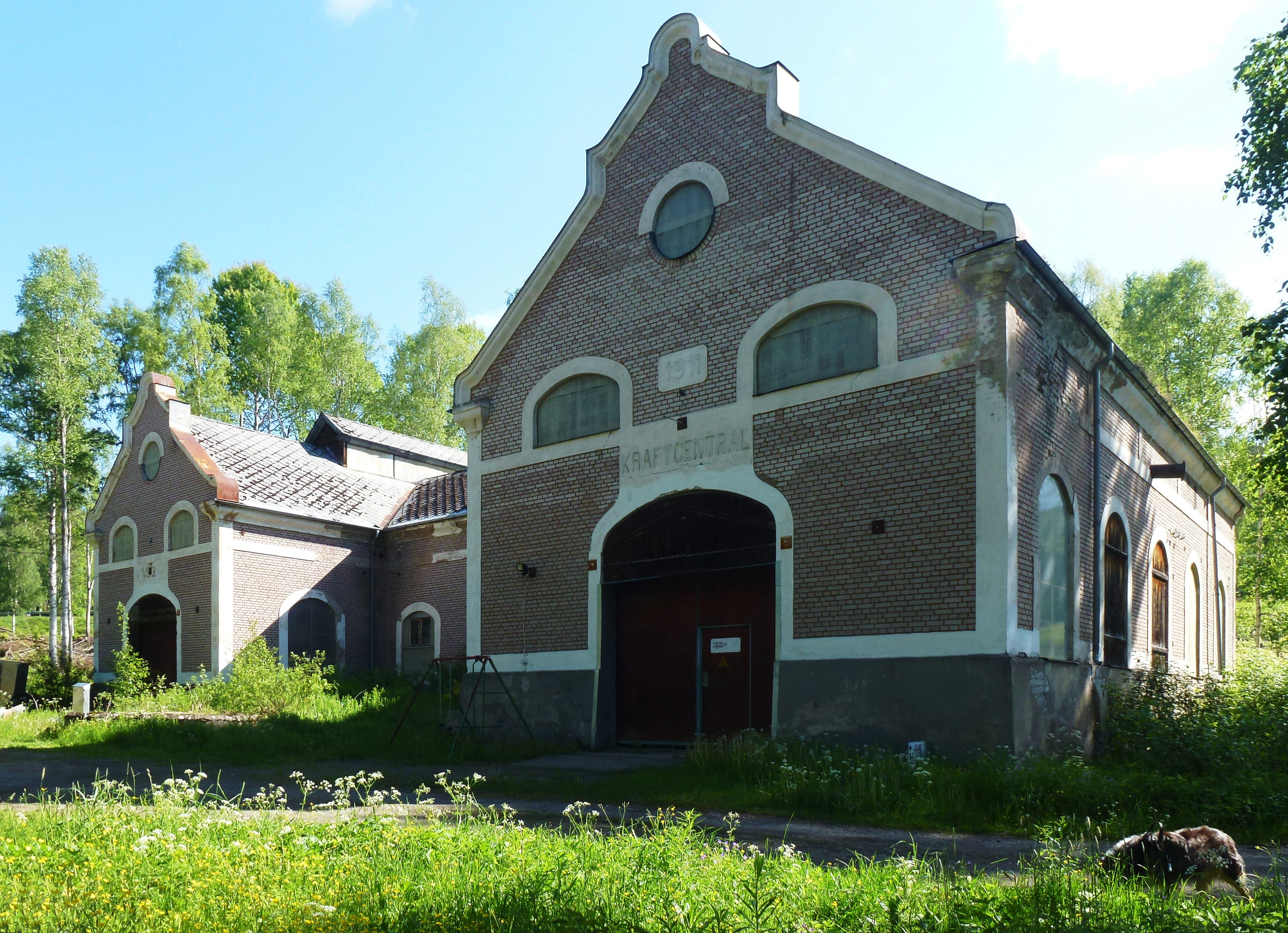

## Lekombergs utfraktstunnel

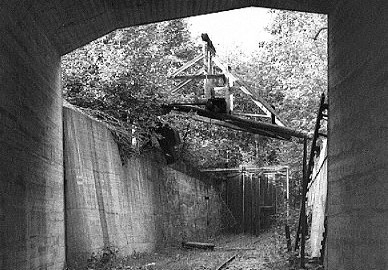
Järnvägsspår in i tunneln, 1950-tal.

För att få en mera rationell utfrakt av malmen till Lekombergs anrikningsverk började man redan 1921 att spränga en järnvägstunnel.  Järnvägen (dåvarande SWB-banan) fanns vid Sörviks station och cirka 600 meter längre nordväst skulle Lekombergs lastplats och spårområde anordnas.
Men strejk, höga transportpriser, bränder och driftavbrott  försenade arbetet med tunnelns färdigställande. Först i augusti 1938 slutbesiktigades anläggningen.  Järnvägsspåret gick under nuvarande riksväg 66 och sedan via ett cirka 100 meter långt öppet schakt in i en 3,5–4,0 meter bred och 3,0 meter hög bergtunnel. Längden är 462 meter rakt in i berget. Ventilationen skedde genom två fläktar, 60 m³ för tilluft och 120 m³ för frånluft. Längst inne i tunneln fanns en tippanordning för lastning av malm. Den första malmtransporten genom tunneln genomfördes 1939 och den sista 1950.

## Bilder, utfraktstunnel

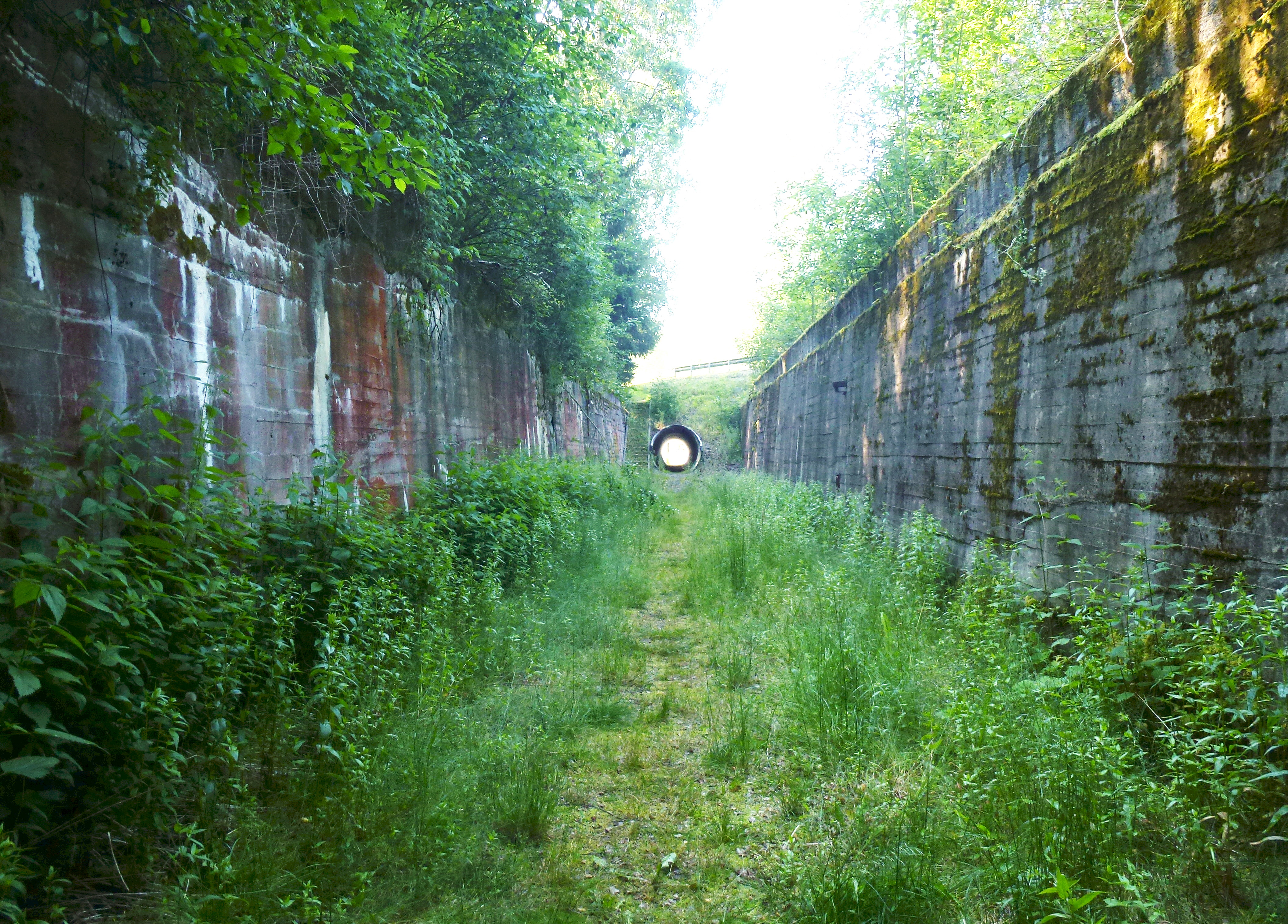
Vy mot rv 66
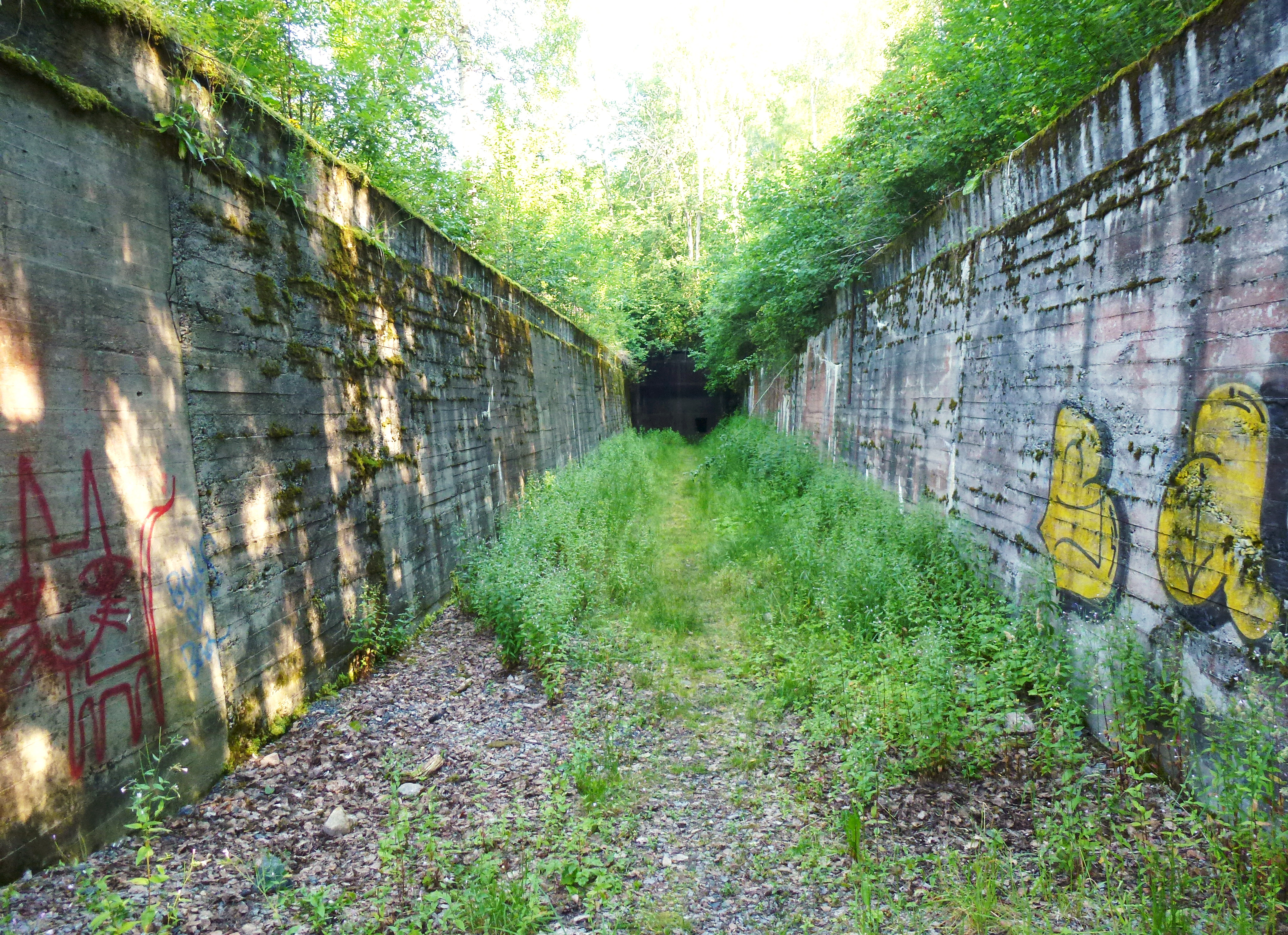
Vy mot tunneln
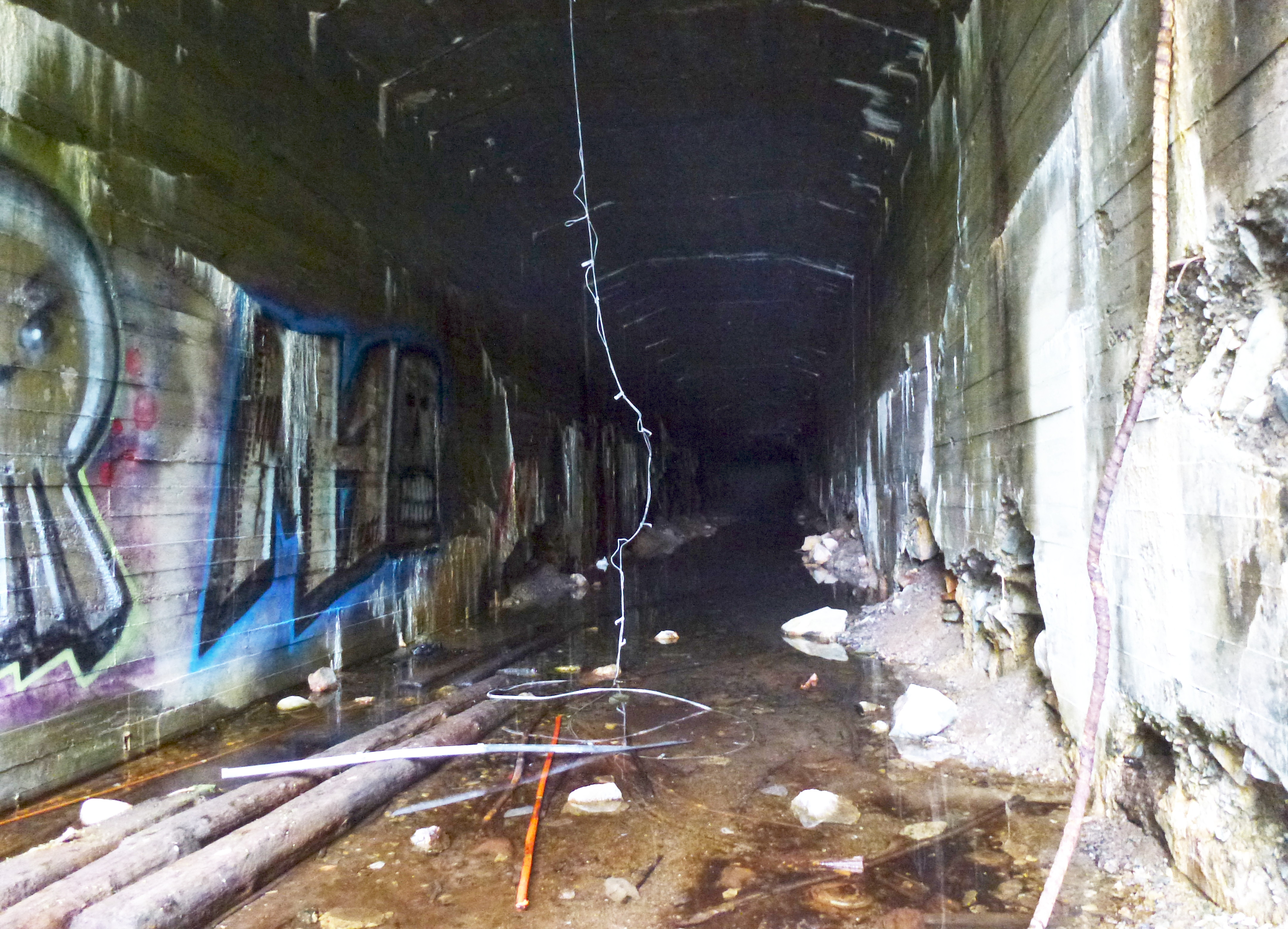
Tunneln
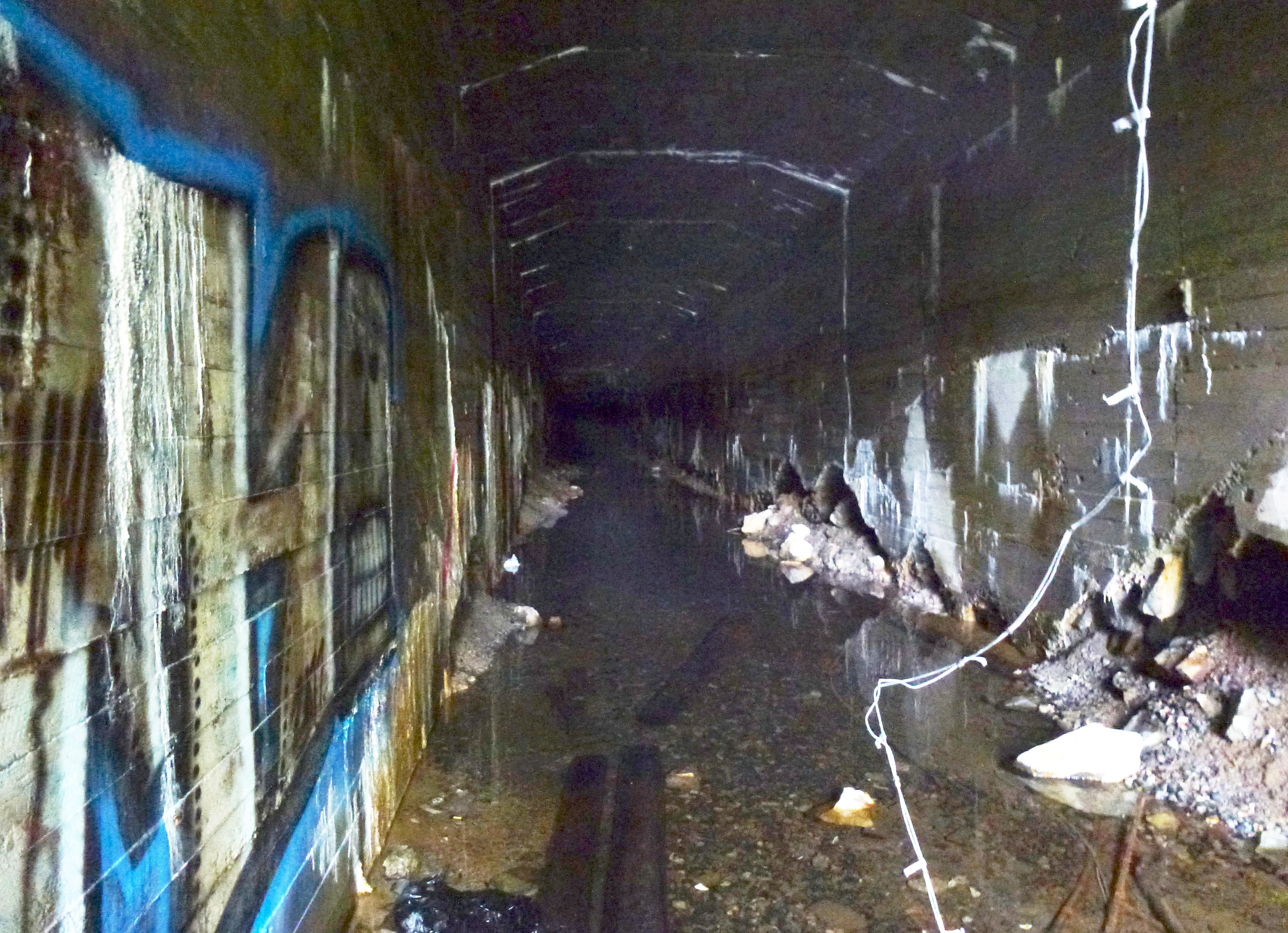
Tunneln

## Konstnärlig utsmyckning
Intill utsiktsplatsen står "Hoppets båt", en järnskulptur skapad av konstnären Irene Samuelsson Ohlanders. Båten som innehåller tre kvinnotorson skall påminna om de malmtransporterna som fördes på båtar över sjön Väsman för vidare förädling. Enligt Ludvika kommun har man från utsiktsplatsen vid Lekomberga en av kommunens finaste utsikter.